# ワールドポート・トーナメント
ワールドポート・トーナメント（World Port Tournament）は、オランダのロッテルダムで2年に1回（2005年、2021年を除く）開かれている野球の国際大会である。

## 概要
1985年に第1回大会が開催された。
ハーレムベースボールウィーク同様、大学選抜チームなどがその国の代表として出場することもある。日本は1985年の第1回大会から出場している。
2005年大会は、オランダで第36回IBAFワールドカップが行われた関係で開催されなかった。
2021年大会は、新型コロナウイルスの感染拡大の影響で開催中止となった。
2023年大会は、9月13日から15日までの日程で4年ぶりに開催される予定。

## 大会記録
| 1985年 (詳細) | 神戸                       | バケーロス・デ・ラ・アバナ | ダラス                     | オランダ                                                        |
| 1987年 (詳細) | バケーロス・デ・ラ・アバナ | チャイニーズタイペイ       | オランダ                   | 大阪                                                            |
| 1989年 (詳細) | オランダ                   | ボルチモア                 | バケーロス・デ・ラ・アバナ | チャイニーズタイペイ                                            |
| 1991年 (詳細) | ボルチモア                 | カナダ                     | バケーロス・デ・ラ・アバナ | キュラソー                                                      |
| 1993年 (詳細) | MLBオールスター            | レッドマシン               | オランダ                   | カナダ                                                          |
| 1995年 (詳細) | バケーロス・デ・ラ・アバナ | オランダ                   | レッドマシン               | 現代フェニックス                                                |
| 1997年 (詳細) | キューバ                   | オランダ                   | チャイニーズタイペイ       | ボルチモア・コリガンズ                                          |
| 1999年 (詳細) | オランダ                   | キューバ                   | サリバンズ                 | チャイニーズタイペイ                                            |
| 2001年 (詳細) | キューバ                   | オランダ                   | イタリア                   | チャイニーズタイペイ                                            |
| 2003年 (詳細) | キューバ                   | オランダ                   | チャイニーズタイペイ       | イースタン・コネチカット州立大学                                |
| 2007年 (詳細) | キューバ                   | チャイニーズタイペイ       | アメリカ合衆国             | オランダ                                                        |
| 2009年 (詳細) | キューバ                   | オランダ                   | チャイニーズタイペイ       | 日本                                                            |
| 2011年 (詳細) | チャイニーズタイペイ       | キューバ                   | オランダ                   | キュラソー                                                      |
| 2013年 (詳細) | キューバ                   | オランダ                   | チャイニーズタイペイ       | キュラソー                                                      |
| 2015年 (詳細) | キューバ                   | オランダ                   | キュラソー                 | 日本 チャイニーズタイペイ 4・5位決定戦雨天中止により両チーム4位 |
| 2017年 (詳細) | チャイニーズタイペイ       | 日本                       | キュラソー                 | オランダ                                                        |
| 2019年 (詳細) | オランダ                   | 日本                       | チャイニーズタイペイ       | チームUSA                                                       |

## 獲得メダル総数
| 順 | 国・地域             | 金 | 銀 | 銅 | 計 |
| -- | -------------------- | -- | -- | -- | -- |
| 1  | キューバ             | 9  | 2  | 2  | 13 |
| 2  | オランダ             | 3  | 7  | 2  | 12 |
| 3  | アメリカ合衆国       | 2  | 1  | 3  | 6  |
| 4  | チャイニーズタイペイ | 1  | 2  | 5  | 8  |
| 5  | 日本                 | 1  | 2  | 0  | 3  |
| 6  | アルバ               | 0  | 1  | 1  | 2  |
| 7  | キュラソー           | 0  | 0  | 2  | 2  |
| 8  | カナダ               | 0  | 1  | 0  | 1  |
| 9  | イタリア             | 0  | 0  | 1  | 1  |